# ناندين عاري
ناندين عاري (الاسم العلمي:Nandina denudata) هو نوع غير مؤكد من النباتات يتبع جنس الناندين من الفصيلة البرباريسية.